# Goslić
Goslić (en serbe cyrillique: Гослић) est un village de l'ouest du Monténégro, dans la municipalité de Nikšić.

## Démographie

### Évolution historique de la population
| 1948 | 1953 | 1961 | 1971 | 1981 | 1991 | 2003 |
| ---- | ---- | ---- | ---- | ---- | ---- | ---- |
| 294  | 303  | 322  | 334  | 198  | 120  | 96   |